# Jiaozhou
Jiaozhou (胶州市S, JiāozhōuP) è una città-contea della Cina, situata nella provincia dello Shandong e amministrata dalla prefettura di Tsingtao.